# Lijst van voetbalinterlands China - Saoedi-Arabië
Deze lijst van voetbalinterlands is een overzicht van alle officiële voetbalwedstrijden tussen de nationale teams van China en Saoedi-Arabië. De landen speelden tot op heden 22 keer tegen elkaar. De eerste ontmoeting, een wedstrijd tijdens de Aziatische Spelen 1978, werd gespeeld in Bangkok (Thailand) op 11 december 1978. Het laatste duel, een kwalificatiewedstrijd voor het Wereldkampioenschap voetbal 2026, vond plaats op 20 maart 2025 in Riyad.

## Wedstrijden
| №  | Plaats       | Datum             | Competitie                 | Wedstrijd             | Uitslag |
| -- | ------------ | ----------------- | -------------------------- | --------------------- | ------- |
| 1  | Bangkok      | 11 december 1978  | Aziatische Spelen 1978     | China − Saoedi-Arabië | 1 − 0   |
| 2  | Kuala Lumpur | 12 november 1981  | WK 1982 kwalificatie       | Saoedi-Arabië − China | 2 − 4   |
| 3  | Kuala Lumpur | 19 november 1981  | WK 1982 kwalificatie       | China − Saoedi-Arabië | 2 − 0   |
| 4  | Singapore    | 16 december 1984  | Azië Cup 1984              | Saoedi-Arabië − China | 2 − 0   |
| 5  | Doha         | 12 december 1988  | Azië Cup 1988              | China − Saoedi-Arabië | 0 − 1   |
| 6  | Singapore    | 12 oktober 1989   | WK 1990 kwalificatie       | China − Saoedi-Arabië | 2 − 1   |
| 7  | Hiroshima    | 29 oktober 1992   | Azië Cup 1992              | Saoedi-Arabië − China | 1 − 1   |
| 8  | Riyad        | 23 januari 1994   | Vriendschappelijk          | Saoedi-Arabië − China | 1 − 0   |
| 9  | Riyad        | 26 januari 1994   | Vriendschappelijk          | Saoedi-Arabië − China | 1 − 1   |
| 10 | Hiroshima    | 11 oktober 1994   | Aziatische Spelen 1994     | China − Saoedi-Arabië | 2 − 0   |
| 11 | Abu Dhabi    | 16 december 1996  | Azië Cup 1996              | Saoedi-Arabië − China | 4 − 3   |
| 12 | Dalian       | 3 oktober 1997    | WK 1998 kwalificatie       | China − Saoedi-Arabië | 1 − 0   |
| 13 | Riyad        | 6 november 1997   | WK 1998 kwalificatie       | Saoedi-Arabië − China | 1 − 1   |
| 14 | Zarka        | 5 oktober 2000    | Vriendschappelijk          | China − Saoedi-Arabië | 0 − 2   |
| 15 | Tianjin      | 4 juni 2009       | Vriendschappelijk          | China − Saoedi-Arabië | 1 − 4   |
| 16 | Dammam       | 6 februari 2013   | Azië Cup 2015 kwalificatie | Saoedi-Arabië − China | 2 − 1   |
| 17 | Xi'an        | 19 november 2013  | Azië Cup 2015 kwalificatie | China − Saoedi-Arabië | 0 − 0   |
| 18 | Brisbane     | 10 januari 2015   | Azië Cup 2015              | Saoedi-Arabië − China | 0 − 1   |
| 19 | Djedda       | 12 oktober 2021   | WK 2022 kwalificatie       | Saoedi-Arabië − China | 3 − 2   |
| 20 | Sharjah      | 24 maart 2022     | WK 2022 kwalificatie       | China − Saoedi-Arabië | 1 − 1   |
| 21 | Dalian       | 10 september 2024 | WK 2026 kwalificatie       | China − Saoedi-Arabië | 1 − 2   |
| 22 | Riyad        | 20 maart 2025     | WK 2026 kwalificatie       | Saoedi-Arabië − China | 1 − 0   |

## Samenvatting
| Competitie            | Totaal gespeeld | Winst China | Gelijk | Winst Saoedi-Arabië | Doelsaldo China – Saoedi-Arabië |
| --------------------- | --------------- | ----------- | ------ | ------------------- | ------------------------------- |
| WK-kwalificatie       | 9               | 4           | 2      | 3                   | 14 – 11                         |
| Azië Cup              | 5               | 1           | 1      | 3                   | 5 – 8                           |
| Azië Cup-kwalificatie | 2               | 0           | 1      | 1                   | 1 – 2                           |
| Aziatische Spelen     | 2               | 2           | 0      | 0                   | 3 − 0                           |
| Vriendschappelijk     | 4               | 0           | 1      | 3                   | 2 – 8                           |
| Totaal                | 22              | 7           | 5      | 10                  | 25 – 29                         |

Wedstrijden bepaald door strafschoppen worden, in lijn met de FIFA, als een gelijkspel gerekend.
CFA · A-internationals · Selecties · Bondscoaches · Statistieken · Chinees vrouwenelftal · China U21 · China U20 · China U19 · China U18 · China U17
1948 – 1969 · 
1970 – 1979 · 
1980 – 1989 · 
1990 – 1999 · 
2000 – 2009 · 
2010 – 2019 ·
2020 − 2029
Azië Cup 1976 · 
Azië Cup 1980 · 
Azië Cup 1984 · 
Azië Cup 1988 · 
Azië Cup 1992 · 
Azië Cup 1996 · 
Azië Cup 2000 · 
Azië Cup 2004 · 
Azië Cup 2007 · 
Azië Cup 2011
WK 2002
OS 1988 · 
OS 2008
1948 · 
1949–1951 · 
1952 · 
1953–1955 · 
1956 · 
1957 · 
1958 · 
1959 · 
1960 · 
1961–1962 · 
1963 · 
1964 · 
1965 · 
1966 · 
1967–1970 · 
1971 · 
1972 · 
1973 · 
1974 · 
1975 · 
1976 · 
1977 · 
1978 · 
1979 · 
1980 · 
1981 · 
1982 · 
1983 · 
1984 · 
1985 · 
1986 · 
1987 · 
1988 · 
1989 · 
1990 · 
1991 · 
1992 · 
1993 · 
1994 · 
1995 · 
1996 · 
1997 · 
1998 · 
1999 · 
2000 · 
2001 · 
2002 · 
2003 · 
2004 · 
2005 · 
2006 · 
2007 · 
2008 · 
2009 · 
2010 · 
2011 · 
2012 · 
2013 · 
2014 ·
2015 ·
2016 ·
2017 ·
2018 ·
2019 ·
2020 ·
2021
Afghanistan ·
Albanië ·
Algerije ·
Andorra ·
Argentinië ·
Australië ·
Bahrein ·
Bangladesh ·
Bhutan ·
Bosnië en Herzegovina ·
Botswana ·
Brazilië ·
Brunei ·
Cambodja ·
Canada ·
Chili ·
Colombia ·
Congo-Kinshasa ·
Costa Rica ·
Cuba ·
Duitsland ·
Egypte ·
El Salvador ·
Engeland ·
Estland ·
Fiji ·
Filipijnen ·
Finland ·
Frankrijk ·
Gambia ·
Ghana ·
Groot-Brittannië ·
Guam ·
Guinee ·
Haïti ·
Honduras ·
Hongarije ·
Hongkong ·
Ierland ·
IJsland ·
India ·
Indonesië ·
Irak ·
Iran ·
Italië ·
Jamaica ·
Japan ·
Jemen ·
Joegoslavië ·
Jordanië ·
Kazachstan ·
Kenia ·
Kirgizië ·
Koeweit ·
Kroatië ·
Laos ·
Letland ·
Libanon ·
Liechtenstein ·
Macau ·
Malediven ·
Maleisië ·
Mali ·
Marokko ·
Mexico ·
Myanmar ·
Nederland ·
Nepal ·
Nieuw-Zeeland ·
Noord-Korea ·
Noord-Macedonië ·
Noorwegen ·
Oezbekistan ·
Oman ·
Pakistan ·
Palestina ·
Papoea-Nieuw-Guinea ·
Paraguay ·
Peru ·
Polen ·
Portugal ·
Qatar ·
Roemenië ·
Saoedi-Arabië ·
Senegal ·
Servië ·
Servië en Montenegro ·
Sierra Leone ·
Singapore ·
Slovenië ·
Soedan ·
Somalië ·
Sovjet-Unie ·
Spanje ·
Sri Lanka ·
Syrië ·
Tadzjikistan ·
Tanzania ·
Thailand ·
Trinidad en Tobago ·
Tsjechië ·
Tunesië ·
Turkije ·
Turkmenistan ·
Uruguay ·
Venezuela ·
Verenigde Arabische Emiraten ·
Verenigde Staten ·
Vietnam ·
Wales ·
Zambia ·
Zimbabwe ·
Zuid-Korea ·
Zweden ·
Zwitserland
Brazilië (2002) · 
Costa Rica (2002)
SAFF · A-internationals · Selecties · Bondscoaches · Statistieken · Saoedi-Arabisch vrouwenelftal · Saoedi-Arabië U21 · Saoedi-Arabië U20 · Saoedi-Arabië U19 · Saoedi-Arabië U18 · Saoedi-Arabië U17
1950 – 1959 · 
1960 – 1969 · 
1970 – 1979 · 
1980 – 1989 · 
1990 – 1999 · 
2000 – 2009 · 
2010 – 2019 ·
2020 − 2029
WK 1994 · 
WK 1998 · 
WK 2002 · 
WK 2006 · 
WK 2018
OS 1984 · 
OS 1996 · 
OS 2020
1957 · 
1958 · 1959 · 1960 · 
1961 · 
1962 · 
1963 · 
1964 · 1965 · 1966 · 
1967 · 
1968 · 
1969 · 
1970 · 
1971 · 
1972 · 
1973 · 
1974 · 
1975 · 
1976 · 
1977 · 
1978 · 
1979 · 
1980 · 
1981 · 
1982 · 
1983 · 
1984 · 
1985 · 
1986 · 
1987 · 
1988 · 
1989 · 
1990 · 
1991 · 
1992 · 
1993 · 
1994 · 
1995 · 
1996 · 
1997 · 
1998 · 
1999 · 
2000 · 
2001 · 
2002 · 
2003 · 
2004 · 
2005 · 
2006 · 
2007 · 
2008 · 
2009 · 
2010 · 
2011 · 
2012 · 
2013 ·
2014 ·
2015 ·
2016 ·
2017 ·
2018 ·
2019 ·
2020 ·
2021 ·
2022 ·
2023
Afghanistan · 
Albanië ·
Algerije · 
Angola · 
Argentinië · 
Australië · 
Azerbeidzjan · 
Bahrein · 
Bangladesh · 
België · 
Bhutan · 
Bolivia · 
Brazilië · 
Bulgarije · 
Cambodja ·
Canada · 
Chili · 
China · 
Colombia ·
Congo-Brazzaville · 
Congo-Kinshasa · 
Costa Rica · 
Cyprus · 
Denemarken · 
Duitsland · 
Ecuador ·
Egypte · 
Engeland · 
Equatoriaal-Guinea ·
Estland · 
Finland · 
Frankrijk · 
Gabon · 
Gambia ·
Georgië · 
Ghana · 
Griekenland ·
Honduras · 
Hongarije · 
Hongkong · 
Ierland · 
IJsland · 
India · 
Indonesië · 
Irak · 
Iran · 
Italië ·
Jamaica · 
Japan · 
Jemen · 
Jordanië · 
Kameroen · 
Kazachstan · 
Kirgizië · 
Koeweit · 
Kroatië ·
Laos ·
Letland ·
Libanon · 
Libië · 
Liechtenstein · 
Litouwen ·
Luxemburg · 
Macau ·  
Maleisië · 
Mali · 
Marokko · 
Mauritanië · 
Mexico · 
Moldavië ·
Mongolië · 
Namibië · 
Nederland · 
Nepal · 
Nieuw-Zeeland · 
Nigeria · 
Noord-Korea ·
Noord-Macedonië ·
Noorwegen ·
Oeganda · 
Oekraïne · 
Oezbekistan · 
Oman · 
Oost-Timor ·
Pakistan ·
Palestina · 
Panama ·
Paraguay · 
Peru ·
Polen · 
Portugal · 
Qatar · 
Rusland · 
Schotland · 
Senegal · 
Singapore · 
Slovenië · 
Slowakije · 
Soedan · 
Spanje · 
Sri Lanka · 
Syrië · 
Tadzjikistan · 
Taiwan · 
Tanzania · 
Thailand · 
Togo · 
Trinidad en Tobago · 
Tsjechië · 
Tunesië · 
Turkije · 
Turkmenistan · 
Uruguay · 
Venezuela · 
Verenigde Arabische Emiraten · 
Verenigde Staten · 
Vietnam · 
Wales · 
Wit-Rusland · 
Zambia ·
Zimbabwe ·
Zuid-Afrika · 
Zuid-Jemen · 
Zuid-Korea · 
Zweden
Argentinië (1992) · 
Argentinië (2022) · 
Egypte (2018) · 
Oekraïne (2006) · 
Rusland (2018) ·
Spanje (2006) ·
Tunesië (2006) ·
Uruguay (2018)